# Élections législatives tunisiennes de 1981
Les élections législatives tunisiennes de 1981, les sixièmes à se tenir en Tunisie, sont organisées le 1er novembre 1981. Les listes présentées par le pouvoir obtiennent la totalité des sièges.

## Résultat
| Parti                    | Parti                                      | Voix      | %     | +/- | Sièges | +/-           |
| ------------------------ | ------------------------------------------ | --------- | ----- | --- | ------ | ------------- |
|                          | Union nationale (PSD-UGTT)                 | 1 828 363 | 94,60 | 5,4 | 136    | 15            |
|                          | Mouvement des démocrates socialistes (MDS) | 63 234    | 3,28  | Nv  | 0      | en stagnation |
|                          | Mouvement de l'unité populaire (en) (MUP)  | 18 755    | 0,81  | Nv  | 0      | en stagnation |
|                          | Parti communiste tunisien (PCT)            | 14 677    | 0,78  | N/a | 0      | en stagnation |
|                          | Indépendants                               | 7 966     | 0,35  | N/a | 0      | en stagnation |
|                          |                                            |           |       |     |        |               |
| Votes valides            | Votes valides                              | 1 941 858 | 99,00 |     |        |               |
| Votes blancs et nuls     | Votes blancs et nuls                       | 20 269    | 1,00  |     |        |               |
| Total                    | Total                                      | 1 962 127 | 100   | –   | 136    | 15            |
| Abstentions              | Abstentions                                | 358 904   | 15,10 |     |        |               |
| Inscrits / participation | Inscrits / participation                   | 2 321 031 | 84,90 |     |        |               |

Les 136 sièges du parlement vont aux listes dites d'union nationale regroupant le Parti socialiste destourien (PSD) et l'Union générale tunisienne du travail (UGTT), le Mouvement des démocrates socialistes recueillant seulement 3,3 % des voix selon les résultats officiels.
Le Mouvement des démocrates socialistes connaît un fort succès et, à la surprise générale, le parti remporte les élections. Cependant, le PSD empêche l'entrée au parlement du MDS et le ministère de l'Intérieur annonce de faux résultats. La fraude est généralisée et systématique comme le constate la presse internationale. Le pluralisme se pratique en solitaire : le pouvoir danse sans cavalière, titre ainsi L'Express dans son édition du 6 novembre 1981. « Après le grand espoir, c'est la surprise et le désarroi [...] Que les manipulateurs du scrutin aient pu agir avec une telle désinvolture dépasse l'entendement, le scrutin, disent les Tunisiens, a été comme le henné : vous mettez la poudre sur la peau, c'est vert, vous l'ôtez, c'est rouge » écrit Jeune Afrique dans son édition du 18 novembre.
À la suite de la fraude, dans un article intitulé J'accuse et publié à la une de L'Avenir, l'organe en français du MDS, Ahmed Mestiri écrit : « J'accuse le ministre de l'Intérieur, les gouverneurs et les délégués d'avoir falsifié les résultats du scrutin. Les résultats officiels proclamés ne sont pas conformes au choix du peuple. La loi a été bafouée »,,.